# Distrito electoral de Jacksonville n.º 5
Jacksonville No. 5 (en inglés: Jacksonville No. 5 Precinct) es un distrito electoral ubicado en el condado de Morgan en el estado estadounidense de Illinois. En el Censo de 2010 tenía una población de 1223 habitantes y una densidad poblacional de 1.466,47 personas por km².

## Geografía
Según la Oficina del Censo de los Estados Unidos, tiene una superficie total de 0.83 km², de la cual 0.83 km² corresponden a tierra firme y (0%) 0 km² es agua.

## Demografía
Según el censo de 2010, había 1223 personas residiendo en Jacksonville No. 5. La densidad de población era de 1.466,47 hab./km². De los 1223 habitantes, Jacksonville No. 5 estaba compuesto por el 79.72% blancos, el 13.74% eran afroamericanos, el 0.41% eran amerindios, el 1.23% eran asiáticos, el 0% eran isleños del Pacífico, el 0.33% eran de otras razas y el 4.58% pertenecían a dos o más razas. Del total de la población el 2.37% eran hispanos o latinos de cualquier raza.